# Urdhva Mukha Svanasana

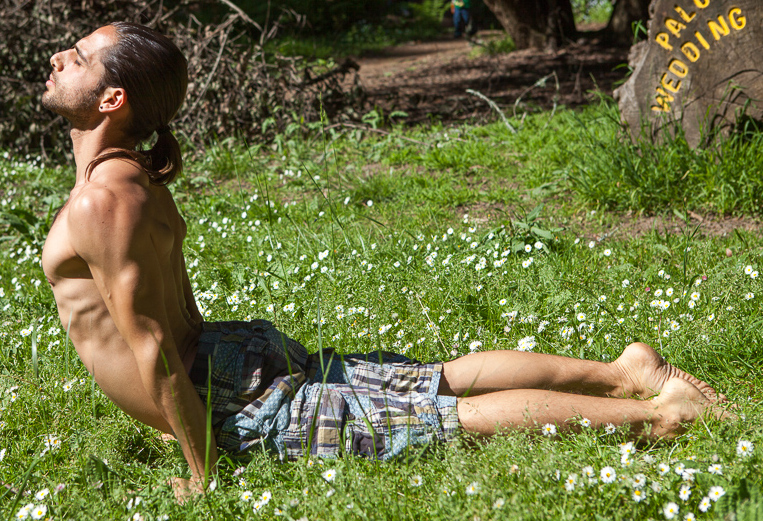
Urdhva Mukha Shvanasana

La posture chien tête en haut (sanskrit : ऊर्ध्वमुखश्वानासन, Urdhva mukha śvānāsana), est une asana de yoga,. Elle est régulièrement adoptée lors de la salutation au Soleil, souvent comme alternative à Bhujangasana.

## Étymologie et origines

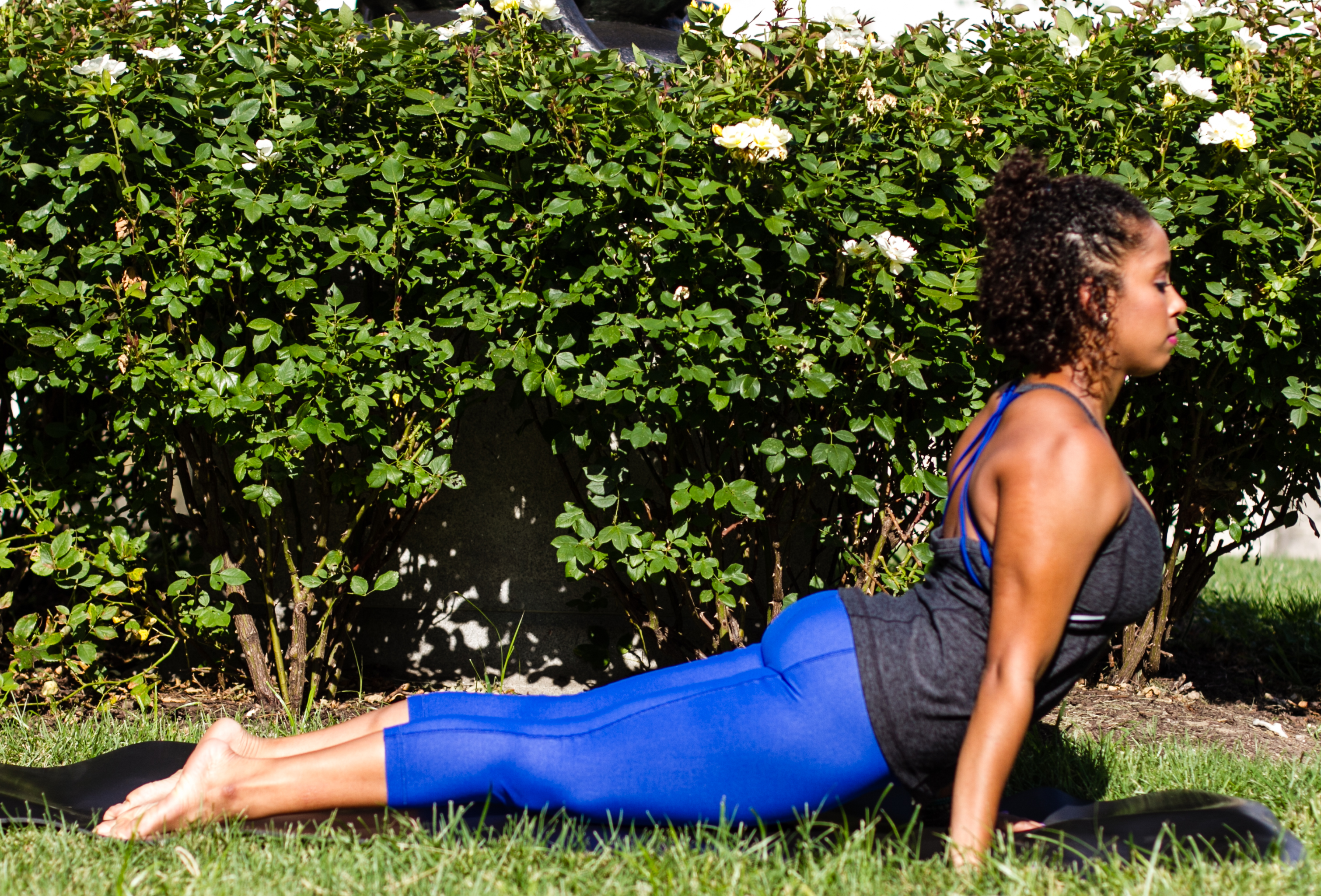

Le nom de la posture est tiré du sanskrit ऊर्ध्व (Urdhva, haut), मुख (Mukha, visage/tête) et श्वान (Shvana, chien). Avec Adho mukha shvanasana, elle est l'une des postures introduites par Tirumalai Krishnamacharya dans sa salutation au Soleil, puis reprise par ses disciples Pattabhi Jois et Bellur Krishnamachar Sundararaja Iyengar,.

## Description

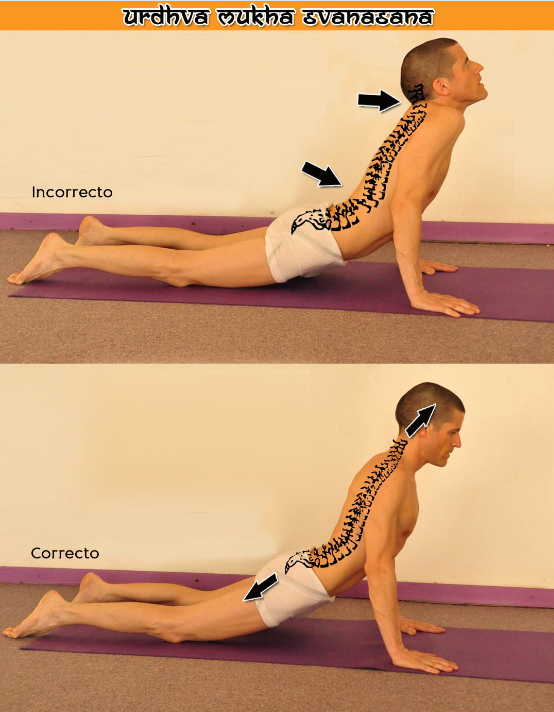
Première image : posture de chien tête en haut incorrecte
Seconde image : posture de chien tête en haut correcte.

La posture est prise à la suite d'une inspiration à partir d'une position couchée ou d'une posture telle Chaturanga Dandasana (en) ou Ashtanga Namaskara (en) lors de la séquence de la salutation au Soleil. Le dessus des pieds et des orteils reposent sur le sol. Les jambes sont tendues et légèrement écartées, le torse, au moins jusqu'au hanches, est levé vers le haut à l'aide des mains au sol.
Les épaules doivent être ramenées le plus possible vers l'arrière. Selon le degré de souplesse, le regard va de l'avant vers le haut.